# Søren Pape Poulsen
Søren Pape Poulsen (ur. 31 grudnia 1971 w Bjerringbro, zm. 2 marca 2024 w Odense) – duński polityk i samorządowiec, w latach 2010–2014 burmistrz gminy Viborg, deputowany krajowy, w latach 2014–2024 przewodniczący Konserwatywnej Partii Ludowej, od 2016 do 2019 minister sprawiedliwości.

## Życiorys
Kształcił się w swojej rodzinnej miejscowości w przedsiębiorstwie okrętowym Grundfos, kształcił się także w zakresie edukacji podstawowej. Pracował m.in. jako nauczyciel. W 1987 wstąpił do Konserwatywnej Partii Ludowej, w 2002 po raz pierwszy uzyskał mandat radnego gminy Viborg. W 2010 został wybrany na burmistrza tej miejscowości, funkcję tę utrzymał również po kolejnych wyborach samorządowych. W sierpniu 2014 Søren Pape Poulsen został nowym liderem konserwatystów, zastępując Larsa Barfoeda. W konsekwencji ustąpił wkrótce ze stanowiska burmistrza. W tym samym miesiącu publicznie ujawnił, że jest gejem. Na czele konserwatystów stał do czasu swojej śmierci w 2024.
W wyborach w 2015 uzyskał mandat posła do Folketingetu. W 2019 i 2022 z powodzeniem ubiegał się o poselską reelekcję. 28 listopada 2016 wszedł w skład trzeciego rządu Larsa Løkke Rasmussena jako minister sprawiedliwości. Funkcję tę pełnił do 27 czerwca 2019.
Zmarł na skutek krwotoku śródmózgowego w szpitalu w Odense.